# محوطه سیل حمیل (۲)
محوطه سیل حمیل (۲) در شهرستان گیلانغرب، بخش گواور، دهستان گواور، ۱ کیلومتری غرب روستای انجیر درمیان واقع شده و این اثر در تاریخ ۲۶ اسفند ۱۳۸۶ با شمارهٔ ثبت ۲۱۸۰۸ به‌عنوان یکی از آثار ملی ایران به ثبت رسیده است.